# Sefikeng (Berg)
Der Sefikeng ist ein Berg im Distrikt Berea in Lesotho.

## Lage und Umgebung
Der Sefikeng ist 2227 m hoch. Er erhebt sich zusammen mit dem nordöstlich benachbarten Sefikaning (2103 m) im Westen von Lesotho. Am Ostfuß des Berges liegt die Kommune Motanasela.
Im Süden liegen die Missionsstation Sefikeng und der gleichnamige Ort Sefikeng. Am Westtfuß des Berges liegt die Siedlung Koali der Kommune Senekane.